# Зільс-ім-Домлешг
Зільс-ім-Домлешг (нім. Sils im Domleschg) — громада  в Швейцарії в кантоні Граубюнден, регіон Віамала.

## Географія
Громада розташована на відстані близько 155 км на схід від Берна, 18 км на південь від Кура.
Зільс-ім-Домлешг має площу 9,3 км², з яких на 8,1% дозволяється будівництво (житлове та будівництво доріг), 14,6% використовуються в сільськогосподарських цілях, 70,4% зайнято лісами, 6,9% не є продуктивними (річки, льодовики або гори).

## Демографія
2019 року в громаді мешкало 960 осіб (+9,7% порівняно з 2010 роком), іноземців було 16,8%. Густота населення становила 103 осіб/км².
За віковим діапазоном населення розподілялося таким чином: 23,2% — особи молодші 20 років, 54,8% — особи у віці 20—64 років, 22% — особи у віці 65 років та старші. Було 402 помешкань (у середньому 2,4 особи в помешканні).
Із загальної кількості 341 працюючого 12 було зайнятих в первинному секторі, 195 — в обробній промисловості, 134 — в галузі послуг.